# Сувурой (футбольный клуб)
«Сувурой» (фар. Suðuroy) — фарерский футбольный клуб из города Воавур (назван в честь острова, на котором расположен город). Выступает на стадионе «Вестури а Эйдинум», вмещающем 3 000 зрителей.

## История
Клуб создан в январе 2010 года. В его состав входят ВБ из Воавура, основанный в 1905 году, а также СУй из Сумбы, образованный в 1949 году. В 2005 году они объединились в клуб ВБ/Сумба, который в 2009 году выиграл первый дивизион и получил право играть в Высшей лиге. Однако в сезоне 2010 года клуб под нынешним названием занял девятое место из десяти и опустился в первый дивизион. В 2011 году клуб занял в первом дивизионе первое место с 70 очками и вернулся в высший дивизион, где и играл в 2012 году. Здесь он опять занял последнее место и вернулся в первый дивизион.